# Tusitala yemenica
Tusitala yemenica es una especie de araña saltarina del género Tusitala, familia Salticidae. Fue descrita científicamente por Wesołowska & van Harten en 1994.
Habita en Yemen.